# Observatorio Litchfield

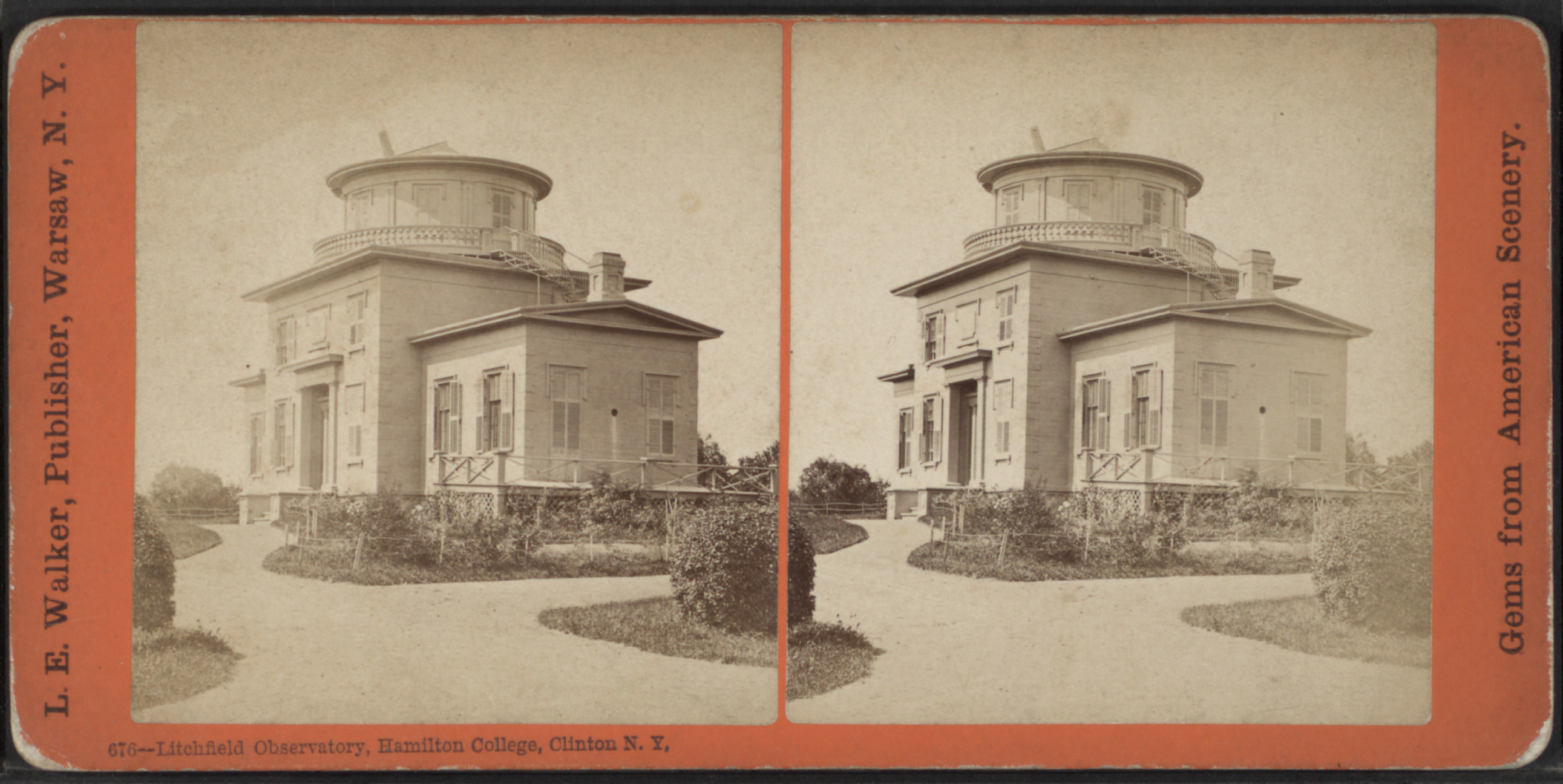
Observatorio Litchfield. Seward, H. W. (H. Walton), d. 1871.

El Observatorio Litchfield pertenecía al Hamilton College y estaba situado en la ciudad de Clinton, condado de Oneida, en el estado de Nueva York, Estados Unidos. Fue construido en 1856.
Desde este observatorio Christian Heinrich Friedrich Peters descubrió unos 48 asteroides.
El antiguo edificio se quemó y fue demolido en 1918 pero el lugar que ocupaba está marcado en el campus por la montura del telescopio, frente al edificio "Suida House".
El observatorio actual, llamado Observatorio Peters se encuentra a un cuarto de milla del campus, está alimentado por energía solar y está abierto al uso por parte de los estudiantes. El edificio del observatorio, situado a 100 metros del College Hill Road, fue construido con piedra de la misma cantera que el edificio original.
Código IAU: 789

## Enlaces
Sitio oficial del Hamilton College
- Datos: Q6048232
- Multimedia: Litchfield Observatory / Q6048232